# Autoroute A16 (Suisse)
Pour les articles homonymes, voir Autoroute A16.
L'autoroute A16, dite Transjurane, est une autoroute suisse, qui permet de relier Boncourt à Bienne en traversant le massif du Jura. D'une longueur de 85 km, le premier tronçon a été ouvert à la circulation en 1998, le dernier le 3 avril 2017. Plusieurs tronçons de son parcours constituent une semi-autoroute.
Cette autoroute a été ajoutée au réseau national (N16) en 1984 sur demande de la population du canton du Jura. L'objectif est d'encourager le développement économique du canton du Jura, dont les localités sont cloisonnées entre les montagnes et isolées par le fait que les voies de communications actuelles tendent à contourner le massif plutôt que le traverser. La construction s'est étalée de 1987 à 2017, le premier tronçon ayant été ouvert à la circulation en 1998.

## Parcours
Reliant Boncourt à Bienne, elle est le principal axe routier à travers le canton du Jura et le Jura bernois.
La Transjurane débute à la frontière franco-suisse au niveau des localités de Boncourt (CH) et Delle (F) et se termine à Bienne. Elle est un des maillons du tracé de la route européenne E27 qui relie Belfort à Aoste. Elle relie la route nationale française 19, à l'autoroute A5 du réseau autoroutier suisse à Bienne.
La Transjurane débute à la frontière franco-suisse par la plate-forme douanière de Boncourt/Delle dans le secteur de la Queue-au-Loup.

## Itinéraire

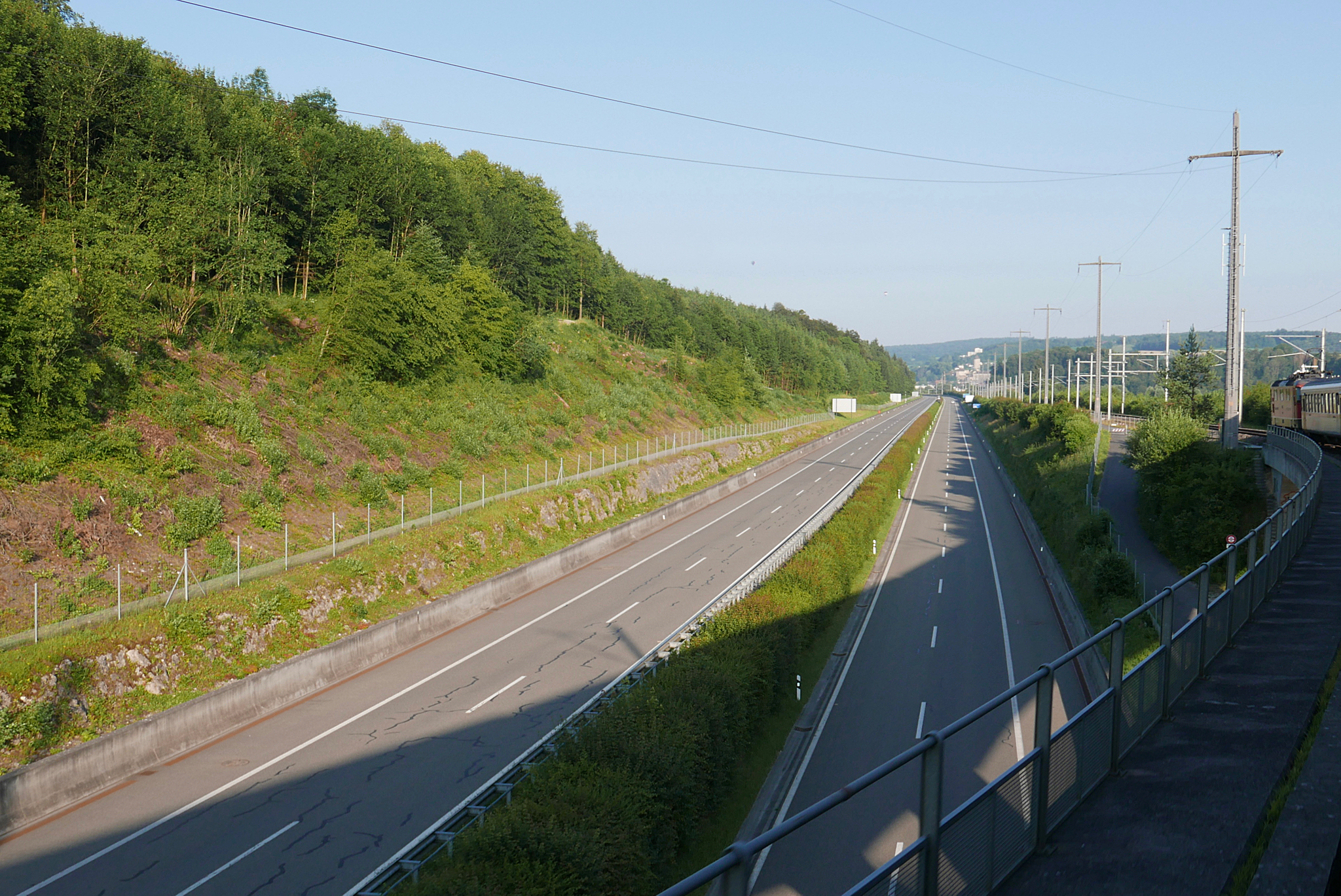
Vue de l'A16 en direction de la jonction Porrentruy-Est.

|                 | N° | km | Nom                                                          | Directions                                   | Remarques                                                      |
| --------------- | -- | -- | ------------------------------------------------------------ | -------------------------------------------- | -------------------------------------------------------------- |
| Poste de douane |    |    | Frontière française, plate-forme douanière de Boncourt-Delle | route nationale française 19 vers Belfort    |                                                                |
| Échangeur       | 1  |    | Boncourt                                                     |                                              |                                                                |
| Sortie          | 2  |    | Bure                                                         | Bure                                         |                                                                |
| Sortie          | 3  |    | Chevenez                                                     | Chevenez, Courtedoux, Porrentruy             | Demi-jonction, raccordement de et vers Porrentruy              |
| Sortie          | 4  |    | Porrentruy-Ouest                                             | Porrentruy-Ouest                             |                                                                |
| Sortie          | 5  |    | Porrentruy-Est                                               | Porrentruy-Est,                              |                                                                |
| Sortie          | 6  |    | Courgenay                                                    | Courgenay,                                   |                                                                |
| Sortie          | 7  |    | Saint-Ursanne                                                | Saint-Ursanne, Clos-du-Doubs                 |                                                                |
| Sortie          | 8  |    | Glovelier                                                    | Glovelier,                                   |                                                                |
| Échangeur       | 9  |    | Bassecourt                                                   |                                              |                                                                |
| Sortie          | 10 |    | Delémont-Ouest                                               | Delémont-Ouest,                              |                                                                |
| Sortie          | 11 |    | Delémont-Est                                                 | Delémont-Est,                                |                                                                |
| Sortie          | 12 |    | Choindez                                                     | Choindez,                                    | Demi-jonction, raccordement de et vers Moutier                 |
| Sortie          | 13 |    | Moutier-Nord                                                 | Moutier-Nord,                                |                                                                |
| Sortie          | 14 |    | Moutier-Sud                                                  | Moutier-Sud                                  |                                                                |
| Sortie          | 15 |    | Court                                                        | Court                                        |                                                                |
| Sortie          | 16 |    | Loveresse                                                    | Loveresse                                    |                                                                |
| Échangeur       | 17 |    | Tavannes                                                     |                                              | Embranchement vers Tramelan                                    |
| Sortie          | 18 |    | Sonceboz                                                     | Sonceboz,                                    | Scindée en deux demi-jonctions de part et d'autre du village   |
| Échangeur       | 19 |    | La Heutte                                                    |                                              |                                                                |
| Échangeur       | 20 |    | Péry                                                         |                                              | Jonction partielle, uniquement sortie en provenance de Bienne  |
| Sortie          | 21 |    | Zone Industrielle Rondchâtel                                 | Zone Industrielle Rondchâtel                 | Scindée en deux demi-jonctions de part et d'autre de la vallée |
| Sortie          | 22 |    | Frinvillier                                                  | Frinvillier                                  | Scindée en deux demi-jonctions de part et d'autre de la vallée |
| Sortie          | 23 |    | Bienne                                                       | Bienne                                       | Demi-jonction, raccordement de et vers le Jura                 |
| Échangeur       | 24 |    | Échangeur de Bözingenfeld, Bienne Champs-de-Boujean          | (Yverdon-les-Bains-Neuchâtel-Bienne-Soleure) |                                                                |

## Ouvrages d'art
Canton du Jura (47,8 km)
- Boncourt - Delle (0,3 km)
  - 1 Plate-forme douanière[2]

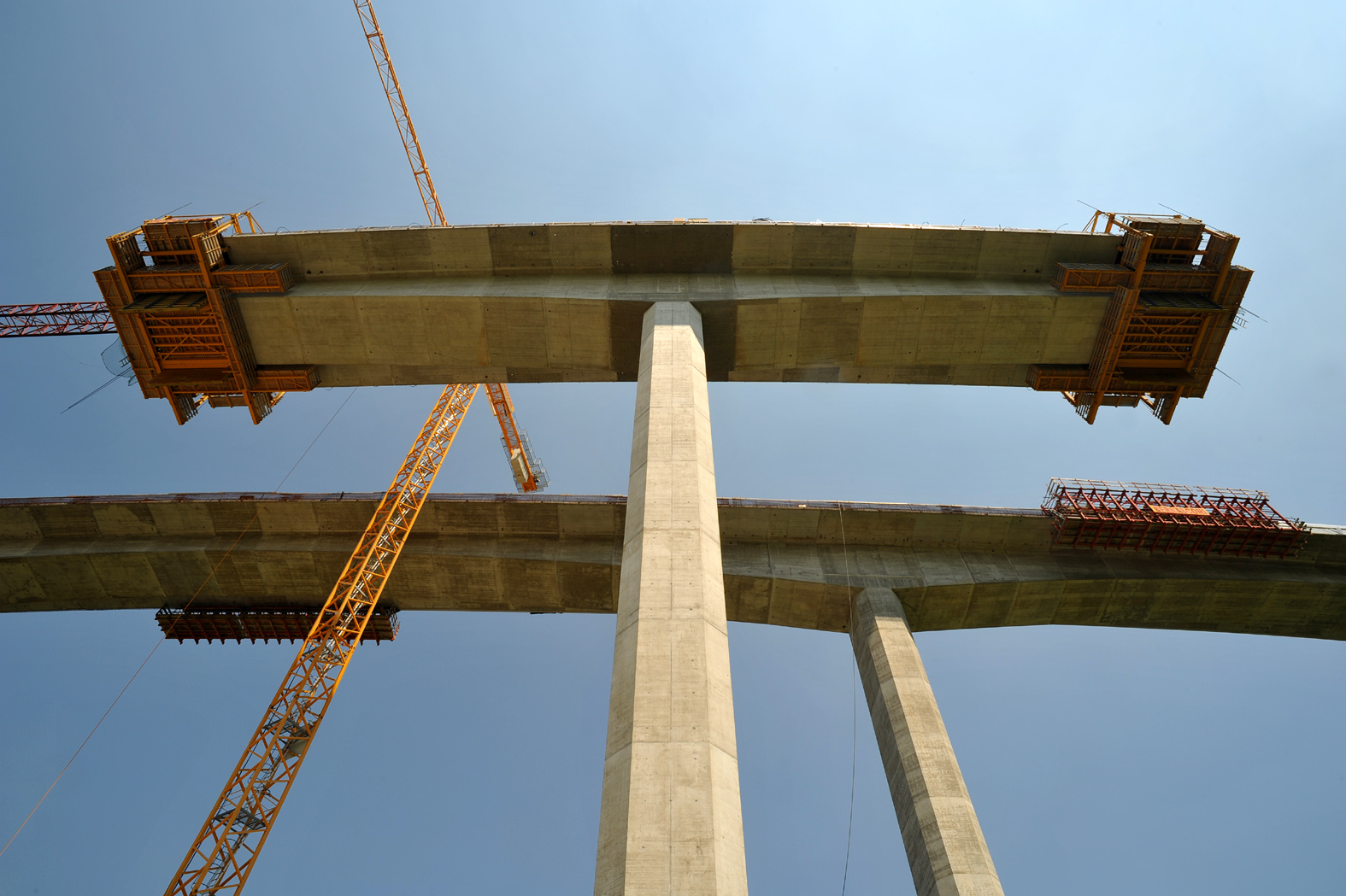
Construction des viaducs du Creugenat entre les jonctions 3 Chevenez et 4 Porrentruy-Ouest.

- Boncourt - Bure - Porrentruy-Ouest (14,4 km)
  - 2 Route de liaison de Boncourt
  - 3 Passage supérieur de Mont Dgèneaux
  - 4 Viaducs des Grand’Combes
  - 5 Tunnels de Neu Bois
  - 6 Passage supérieur de Bôs Lai Tchouatte
  - 7 Viaducs de la Combe Baidîre
  - 8 Passage supérieur de Montbion
  - 9 Tunnel de Bure (3 059 m)
  - 10 Passage inférieur du Bois de Sylleux
  - 11 Passage supérieur à faune du Bos d’Estai
  - 12 Passage supérieur Les Grands Champs
  - 13 Passage inférieur de la demi-jonction de Chevenez
  - 14 Pont de la Combe Ronde
  - 15 Dalle paléontologique de la Combe Ronde
  - 16 Viaducs du Creugenat
  - 17 Tunnels du Bois de Montaigre
  - 18 Passage inférieur à faune des Essapeux

- Porrentruy-Ouest - Porrentruy-Est (2,9 km)
  - 19 Aire de repos de Porrentruy
  - 20 Tunnel du Banné
  - 21 Viaducs de la Rasse
  - 22 Tunnel de la Perche
  - 23 Viaducs du Voyeboeuf

- Porrentruy-Est - Courgenay (5,2 km)
  - 24 Viaduc sur l’Allaine
  - 25 Passage supérieur de la jonction de Porrentruy Est
  - 26 Viaduc CFF du Noir Bois
  - 27 Viaduc de la route cantonale Alle–Courgenay
  - 28 Voûtage du Jonc
  - 29 Passage inférieur pour bétail des Chavonnes
  - 30 Viaduc de la route cantonale à la jonction de Courgenay

- Courgenay - Saint-Ursanne - Glovelier	(8 km)
  - 31 Tunnel du Mont Terri (4 068 m)
  - 32 Viaduc A16 sur RC 249b
  - 33 Passage supérieur sud
  - 34 Galerie sud
  - 35 Tunnel du Mont Russelin (3 550 m)

- Glovelier - Bassecourt - Delémont-Ouest (9,9 km)
  - 36 Aire de repos de Boécourt
  - 37 Viaducs des Esserts
  - 38 Galerie de Develier
  - 39 Centre d’exploitation et d’entretien des Prés Roses

- Delémont-Ouest - Delémont-Est (3,2 km)
  - 40 Viaducs de la Communance
  - 41 Tranchée couverte de la Beuchille
  - 42 Viaducs du Tayment
  - 43 Passage supérieur de la Balastière

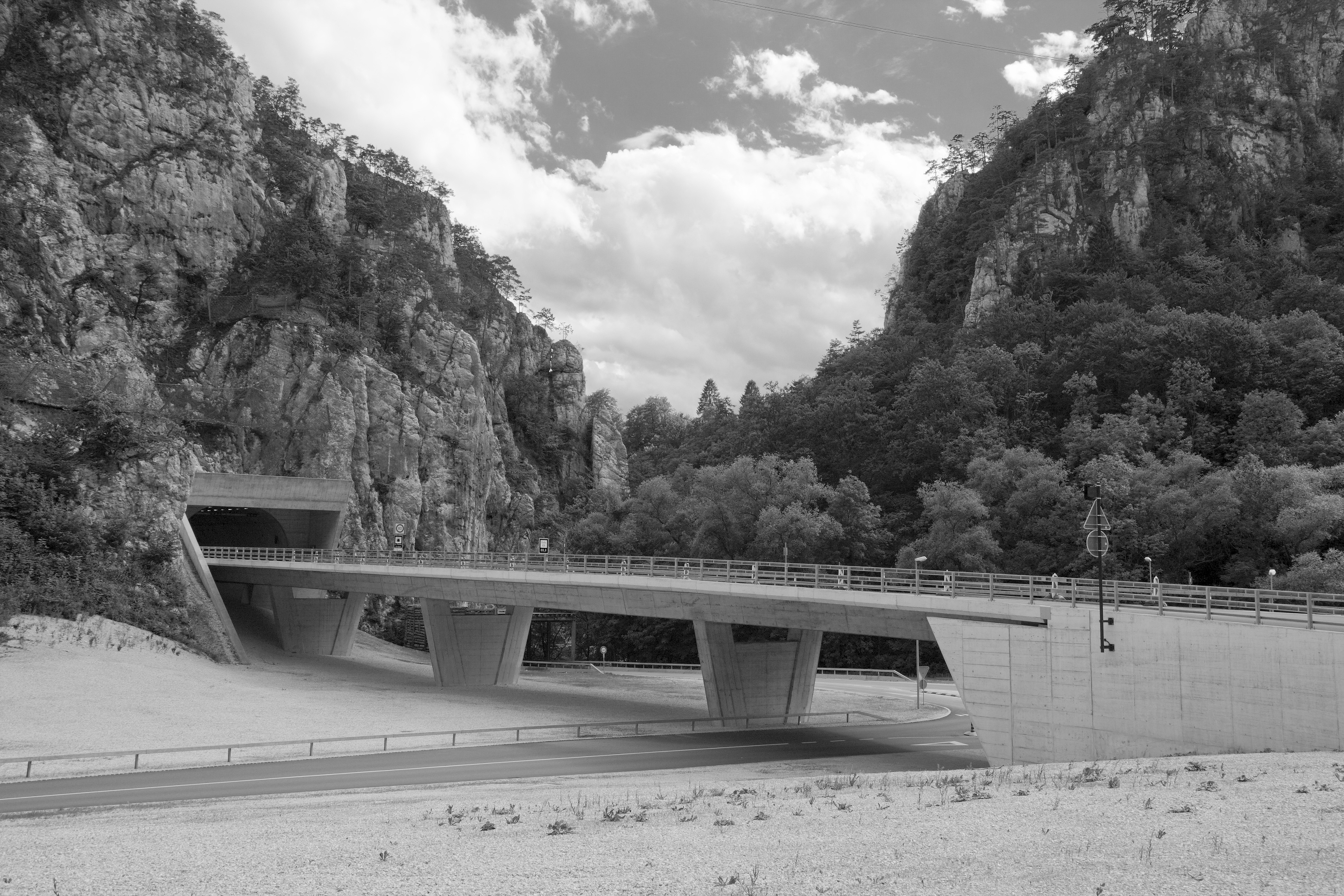
Le viaduc de la Verrerie et le tunnel de la Roche Saint-Jean à la jonction 12 Choindez.

- Delémont-Est - Roche Saint-Jean (4,9 km)
  - 44 Viaducs sur la Birse
  - 45 Tunnel de Choindez (3 228 m)
  - 46 Viaduc de la Verrerie
  - 47 Réaménagement de la RC6 48
  - Tunnel de la Roche Saint-Jean

Canton de Berne (37,3 km)
- Roche Saint-Jean - Moutier-Nord (4,3 km)
  - 49 Pont de la Combe Chopin
  - 50 Tunnel du Raimeux (3 211 m)
  - 51 Viaduc Sous-la-Rive

- Moutier-Nord - Moutier-Sud (2,1 km)
  - 52 Tunnel de Moutier

- Moutier-Sud - Court (3,1 km)
  - 53 Tunnel du Graitery

- Court - Loveresse (9,4 km)
  - 54 Viaduc de Chaluet
  - 55 Tunnel de Court
  - 56 Mur Petit-Pré
  - 57 Viaducs Eaux des Fontaines
  - 58 Viaducs de la Rosière

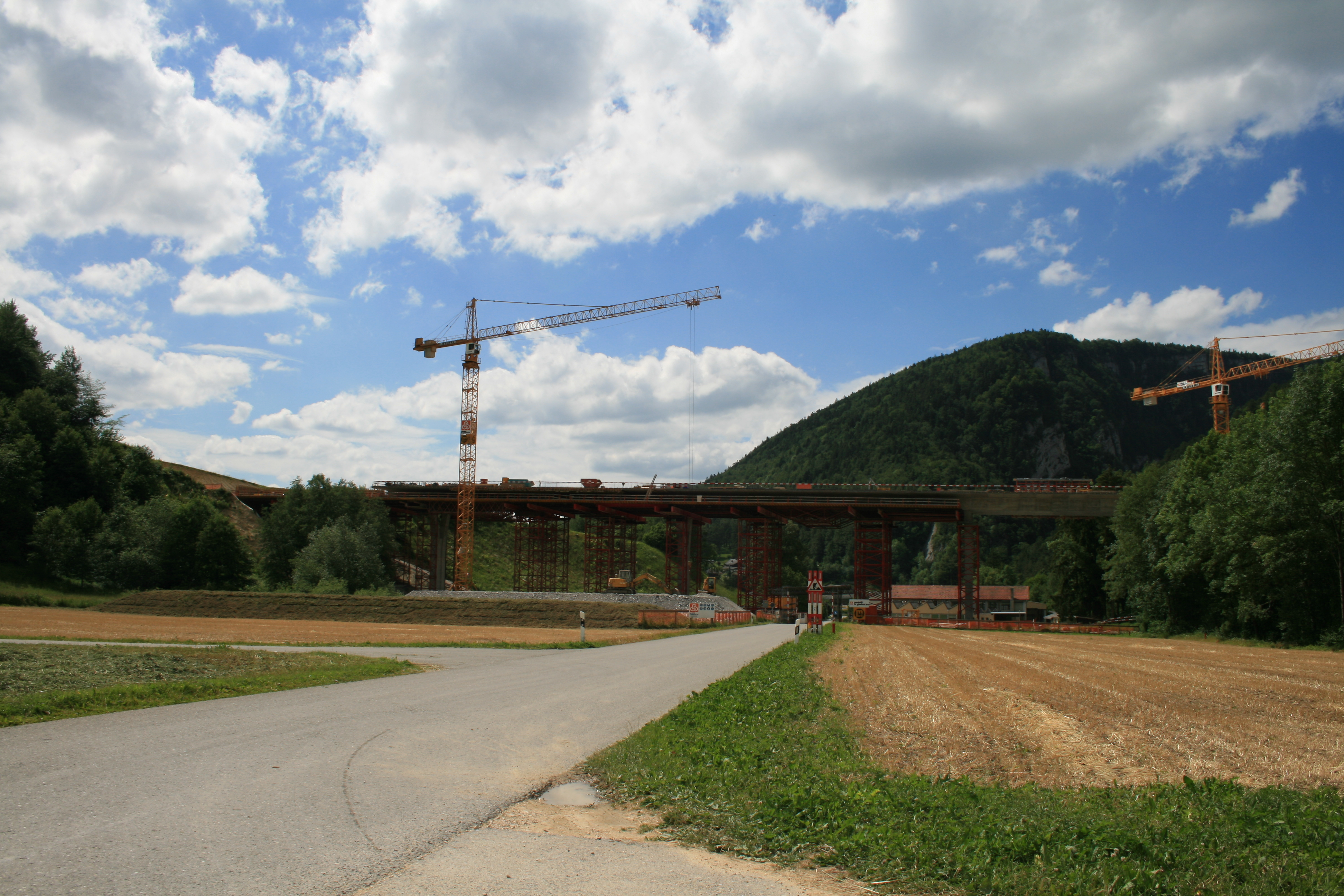
Construction du viaduc de Chaluet à la jonction 15 Court.

  - 59 Galeries couvertes de Sorvilier
  - 60 Ponts Fin sous Montoz
  - 61 Ponts Champ Argent
  - 62 Galeries couvertes de Bévilard
  - 63 Galerie couverte de Malleray
  - 64 Tunnel de Loveresse

- Loveresse - Tavannes (3,7 km)
  - 65 Aire de repos de Reconvilier
  - 66 Tunnel Sous le Mont

- Tavannes - Bienne (14,7 km)
  - 67 Tunnels de Pierre Pertuis
  - 68 Tunnels Côte de Chaux
  - 69 Viaducs de la Suze
  - 70 Tunnels Sous les Roches
  - 71 Galeries couvertes de la Métairie de Nidau
  - 72 Galeries couvertes de La Heutte
  - 73 Viaduc de Péry
  - 74 Rondchâtel
  - 75 Taubenloch
  - 76 Tunnels et viaducs de Boujean

## Histoire

### Avant 1900
La Transjurane, en tant que liaison entre la France, l’Ajoie et le Moyen Pays, n’est pas nouvelle. C’était déjà un axe important au Moyen Âge, bien qu’il reliait alors Porrentruy à Bienne sans passer par Delémont ni par Moutier. Il faut attendre 1752 pour que les gorges de Court et de Moutier soient parcourues par une route. En plus de relier les centres locaux que sont Delémont et Moutier, ce tracé évite la pénible montée entre Glovelier et Saulcy, ce qui joue fortement en sa faveur. Bien que rudimentaire, cette piste est vitale pour les régions qu’elle traverse et, lorsque cette partie du Jura est attribué au canton de Berne en 1815, ce dernier, la région jurassienne en tête, réclame la construction d’une route traversant tout le canton, de Delle au Valais. C’est ainsi que, en 1833, Jean-Amédée Watt propose de réaliser une grande artère nord-sud qui serait composée de canaux et de routes avec notamment des tunnels sous les Rangiers et sous le Pierre-Pertuis ; il prévoit également une liaison entre Moutier et Balsthal, tracés qui seront repris près d’un siècle plus tard soit par des liaisons ferroviaires, soit par la Transjurane ou par une de ses variantes.
Il faudra toutefois attendre 1838 pour que soit créée la Commission pour le perfectionnement des routes du Jura bernois, qui milite pour « entre autres la correction de Boujean à La Reuchenette, la percée de Sonceboz à Tavannes,… la construction des routes de Moutier par Crémines à Saint-Joseph et de Soyhières à Ferrette et surtout la percée des Rangiers, ou du Lomont pour unir par une double galerie souterraine, le pays d'Ajoie à la vallée du Doubs et celle-ci à la vallée de Delémont », c’est-à-dire l’actuelle Transjurane, à l’exception notable du tronçon Moutier – Saint-Joseph qui fut projeté mais jamais construit à la suite des oppositions des habitants de la vallée et du canton de Soleure. L’engouement est tel que, en mars de la même année, un comité dédié approuve le percement de deux tunnels sous le Mont-Terri afin de relier l’Ajoie, le Clos-du-Doubs et la vallée de Delémont, ce qui doit encourager et faciliter l’industrialisation de ces régions et attirer le trafic de transit en provenance du nord de la France. Un rapport est déposé en 1844 mais est rejeté car jugé trop coûteux.
Entretemps, la population s’est regroupée en assemblée de communes et a lancé une pétition pour demander l’amélioration du réseau routier, preuve de l’intérêt que cela suscite, avec toujours comme principales revendications l’amélioration des tronçons entre Boujean et Reuchenette et le percement du Pierre-Pertuis.

### Les années 1900

#### Inscription au réseau de routes nationales
C’est après la Première Guerre mondiale, en 1925, qu’est fondée l’Association pour la Défense des Intérêts du Jura ou ADIJ. Elle se concentrera d’abord sur le développement du réseau ferroviaire de la région mais, en 1952, elle commence à se préoccuper des routes. Lorsque, le 21 juin 1960, la Confédération arrête le réseau de routes nationales, aucune d’entre elles ne relie le Jura au reste de la Suisse ce qui déplait fortement à la population.
En 1964 commencent les premières études des différentes variantes pour le tracé de la Transjurane, conduites par l’ingénieur Jean Eckert.
L’objectif est alors de relier les principaux centres régionaux que sont Porrentruy, Delémont, Moutier et Bienne car « les régions sont cloisonnées par le relief montagneux, formant ainsi des unités démographiques et économiques qui ne couvrent que de modestes espaces. Cette structuration freine le développement de l’économie… L’isolement et les petits espaces rendent la vie culturelle et sociale difficile et empêchent la réalisation d’un réseau routier à grande capacité. »
Preuve de ce cloisonnement, les cols des Rangiers, entre Porrentruy et Delémont, et du Pierre-Pertuis, entre Moutier et Bienne, qui sont décrits ainsi dans le message du Conseil Fédéral relatif à la Transjurane : « En raison des difficultés topographiques, le réseau des routes de trafic principal présente de nombreux goulots d'étranglement et les déplacements nécessitent beaucoup de temps. Avec des déclivités qui atteignent 12 pour cent, une chaussée de 6 à 7 mètres de large et de mauvaises conditions de visibilité qui empêchent pratiquement tout dépassement, la route du Col des Rangiers constitue une grande entrave à la fluidité du trafic. Par rapport à Delémont et à Porrentruy, sa dénivellation est de 440 m. En hiver, le col est souvent difficile à franchir. Dans le Jura bernois, le passage de Pierre-Pertuis est un gros obstacle; il traverse la première chaîne du Jura, conjointement avec le tronçon du Taubenloch qui est maintenant aménagé. Il manque une liaison attrayante qui rapprocherait les deux centres de Moutier et de Bienne. » Ce message ajoute d’ailleurs : « …la Transjurane est l'axe qui apporterait le plus grand bénéfice à l'économie régionale… Pour des raisons écologiques également, la priorité doit être donnée à la Transjurane, parce qu'elle ne relie pas simplement les régions du Jura les plus fortement peuplées, mais contourne aussi les localités. »
La première version reprend le tracé Boncourt-Bienne en passant par les Rangiers, Saint-Brais, Tramelan, Pierre-Pertuis, Sonceboz et ne traverserait aucun village. Cette idée est toutefois vite remplacée par la liaison Boncourt-Oensingen, en passant par Delémont et Moutier. Une motion fédérale est adoptée à ce sujet à la fin 1968 mais le dossier s’enlise et il fait peu de cas des vœux de la population du Jura méridional en faveur d’une route entre Moutier et Bienne plutôt qu’entre Moutier et la région soleuroise.
La parution, dans les années septante, d’un rapport fédéral déclarant que la Transjurane est superflue et que le Jura peut s’en passer, fait réagir les populations concernées. Des initiatives sont lancés et la population se regroupe en associations ou en institutions pour se faire entendre. Une commission technique est même créée pour aider l’ingénieur responsable du projet.
La donne change en 1973 avec la création du canton du Jura suivie, en 1977, du vote unanime de la Constituante jurassienne en faveur d’une liaison à 3 voies entre Boncourt et Oensingen.
En 1980 et contre l’avis du Gouvernement et du Parlement cantonal, le peuple jurassien vote sur le principe de la construction d’une route nationale entre Boncourt et Choindez.
Malgré la campagne des opposants (associations écologistes, Association Suisse des Transports AST, etc.), actifs depuis les années septante par le biais notamment du journal Le Dérouteur et qui avancent des arguments économiques, écologiques et prédisent un exode facilité si la Transjurane est réalisée, la population du Jura l’accepte avec 71 % de oui le 7 mars 1982. 78 communes sur 82 votent en faveur de l’autoroute et « les communes directement touchées par l’autoroute vue comme un moyen de désenclavement ont voté massivement pour le projet. »
Lorsque le groupe de travail Transjurane, créé par la Confédération afin d’analyser l’éventuel inclusion de la Transjurane aux routes nationales, rend son rapport et une fois que le Conseil Fédéral l’a approuvé (mai 1982), celui-ci est soumis à 85 entités à des fins de consultation. Parmi elles se trouvent notamment les 26 cantons suisses, des partis politiques, plusieurs groupements économiques, des syndicats, des associations de transports ou autres et 7 organisations de protection de la nature et de l’environnement. De cette consultation, il ressort que la Transjurane est plébiscitée par près de 80 % des entités ayant répondues mais que la variante avec une seule liaison vers le Plateau est préférée à la variante avec deux liaisons.
C’est ainsi que, en 1984, la Transjurane est finalement enregistrée dans le réseau des routes nationales sous le nom de N16 et son tracé défini comme reliant Bienne à Boncourt en remontant la vallée de Tavannes, à priori sur le versant nord de la vallée. La liaison Moutier – Oensingen n’en fait finalement pas partie à la suite du refus du canton de Soleure de ce projet et à l’opposition des habitants du Tahl soleurois qui se satisfont de la route existante.
La Transjurane est officiellement avalisée par le Conseil national, le 1er octobre 1984.

#### Tracé dans la vallée de Tavannes et division par étapes
Dans son rapport de 1980, le groupe de travail Transjurane a étudié la possibilité de construire la nouvelle route par étapes et est arrivé à la conclusion que l’A16 n’a pas besoin d’être continue de Boncourt à Bienne immédiatement. En effet, certains tronçons constituent des améliorations importantes de la mobilité et des conditions de vie même pris isolément. Les tronçons que le rapport recommande de réaliser en premiers sont la liaison Ajoie-Delémont et plus particulièrement les deux tunnels des Rangiers ainsi que la liaison entre Tavannes et La Heutte via Sonceboz en continuité du tronçon entre Bienne et La Heutte qui est déjà aménagé. Ces deux tronçons sont importants car ils permettent de relier les deux centres du canton du Jura que sont Porrentruy et Delémont en évitant le long et pénible col des Rangiers et relier Bienne et le plateau à la vallée de Tavannes en évitant de devoir franchir le col de Pierre-Pertuis, respectivement.
En 1987, une synthèse des études existantes est publiée pour choisir le tracé de la route dans la vallée de Tavannes. Deux possibilités sont alors en concurrence : la variante nord et la variante sud. Les conclusions de cette synthèse plaident en faveur de la variante sud car le tracé et la géologie y sont plus favorables, cela limite l’emprise sur des terres cultivables et traverse moins de zones de protection des eaux (captages pour l’eau potable). De plus, comme les villages de la vallée se sont essentiellement développés sur le versant nord, passer au sud limite les impacts (bruits, pollution) sur les habitants et permet de mieux se fondre dans le paysage, épargnant ainsi de coûteuses mesures de compensation ou de protection. C’est ainsi que la variante sud est officiellement choisie en 1987 bien que cela affecte plus fortement le milieu naturel. Afin de limiter ces atteintes (au paysage et à la nature) et compte tenu du relief, plusieurs tunnels et ponts seront réalisés. La même année, le contournement de Moutier fait l’objet d’une étude confiée à l’EPFL qui aboutit à un tracé essentiellement souterrain. Comme la ville souhaite que l’on ajoute une seconde jonction au sud de la ville en plus de la jonction nord, prévue dès l’origine, afin de drainer le trafic en provenance de la zone industrielle située à l’entrée sud de Moutier mais que les organisations de défense de la nature s’y opposent, une votation est organisée et, en décembre 1988, le peuple choisit d’avoir deux jonctions au nord et au sud de Moutier.
Les opposants (Association suisse des transports (AST), WWF, Ligue suisse pour la protection de la nature, etc.) font de nouveau entendre leur voix à la suite de la mise à l’enquête publique de la partie Porrentruy – Delémont car le canton du Jura met à l’enquête une autoroute à 4 voies partout si ce n’est dans les tunnels alors que la votation initiale portait sur une semi-autoroute à 3 voies seulement. Malgré tous leurs efforts, les opposants rencontrent l’indifférence du peuple à leurs arguments et lancent donc une initiative populaire fédérale qui ralentit le projet de 1987 à 1991.  

### Les travaux
Malgré les oppositions et l’initiative lancée pour contrer le projet, les tronçons identifiés comme prioritaires par le groupe de travail Transjurane sont mis en chantier avec le début des percements des tunnels du Mont-Terri (JU) et du Pierre-Pertuis (BE) les 23 septembre 1987 et 8 septembre 1989.

#### Percement des Rangiers
Comme mentionnée plus haut, les travaux du tunnel du Mont Terri commencent en 1987 avec le creusement de la voie d’accès à la galerie de reconnaissance, étape imposée par la mauvaise qualité des roches rencontrées lors des forages de reconnaissance effectués avant le percement du tunnel routier lui-même qui doit débuter entre 1988 et 1989. Les officiels du canton profitent de l’intérêt porté à l’événement pour réitérer leur volonté d’informer le public, notamment via la création de postes destinés à l’information au public.
C’est cette galerie qui a servi de base au laboratoire souterrain du Mont-Terri, avant qu’il ne soit étendu par le percement de galeries supplémentaires. 

#### Percement du Pierre-Pertuis
De même que dans le cas du tunnel des Rangiers, le tunnel de Pierre-Pertuis n’est pas creusé directement mais précédé d’une galerie de reconnaissance que l’on commence à creuser en 1989.

### Problèmes et impacts
Si les tronçons principaux ont rapidement été mis en chantier, un certain nombre de problèmes survenus en cours de route et des oppositions ont retardé les travaux de certains tronçons ou ont conduit à des modifications du projet. C’est par exemple le cas de la partie entre Court et Tavannes, qui n'a été mise en service qu'en 2017. Cette portion de route a été mise à l’enquête publique avec son étude d’impacts sur l’environnement de novembre à décembre 1999 mais il faudra attendre novembre 2001, donc deux ans plus tard, pour que les dernières des 80 oppositions soient enfin levées par le canton de Berne. L’essentiel de ces oppositions avait trait aux mesures de compensation écologiques proposées en contrepartie du chantier et qui auront notamment lieu lors du remaniement parcellaire que subira toute la vallée après la construction de l’A16. Ces oppositions ont eu des conséquences particulièrement visibles en ce qui concerne la place de tir de Reconvilier et la demi-aire de repos de Court, cette dernière étant tout bonnement supprimée.
Un autre aspect important et qui a eu beaucoup d’influences sur le chantier est le terrain. En effet, il a été remarqué au cours de la construction que le sous-sol renfermait de multiples trésors archéologiques (traces de dinosaures en Ajoie et anciennes verreries dans les gorges de Court et de Moutier notamment). Ceci a eu des impacts sur le tracé de la route, par exemple avec des remblais remplacés par un pont à la demi-jonction de Chévenez afin de garder un vaste plateau de traces de dinosaures accessible même après la construction de la Transjurane. De plus, le sous-sol est la cause d’un événement très marquant de la construction : le blocage durant plus de deux ans du tunnelier dans le tunnel de contournement de Moutier à la suite de la rencontre d’une roche de très mauvaise qualité qui n’avait pas été prévue. 

#### Impacts économiques
Les dépassements de budgets furent légion, de même que les retards d’ouverture des nouveaux tronçons mais, comme le dit M. Serge Jubin du journal Le Temps : « S’en prendre à la Transjurane est tabou à Delémont », propos corroborés par M. Philippe Receveur « Il est certain que l’autoroute n’est pas un remède miracle mais on peut être certain que son absence serait fatale à la région. Elle va booster l’émancipation de notre jeune canton, le mécanisme est déjà en route, des entreprises se sont installées le long de la Transjurane, à Boncourt, Chevenez, Glovelier. C’est bon pour le Jura et c’est bon pour la Suisse. Je souhaite que, grâce à notre développement économique et démographique, nous devenions moins dépendants de la péréquation intercantonale. » Il est vrai que l’A16 a des impacts, par exemple à Delémont, une nouvelle zone d’activités a été créée de toutes pièces à côté de la jonction avec l’autoroute dans le but d’augmenter l’attractivité de la région qui cherche notamment à attirer des entreprises des sciences de la vie, qui est un domaine avec une forte valeur ajoutée et qui rapprocherait le chef-lieu jurassien de la région bâloise et son industrie pharmaceutique.

### Archéologie
Plusieurs sites archéologiques ont été découverts dans le cadre des fouilles organisées avant le début des travaux. Il a notamment été découvert les vestiges d’une verrerie à Court.

### Paléontologie
De nombreux sites ont révélé des traces de dinosaures. C’est notamment le cas dans la région de Chevenez. Ces découvertes ont entre autres motivé la suppression d’une partie du remblai prévu dans le vallon de Combe Ronde, à la demi-jonction de Chevenez, compensée avec le rallongement du pont traversant le vallon afin de ne pas enfouir la dalle calcaire contenant les traces de dinosaures sous la route mais permettre de plus amples études après la fin des travaux.

### Phases de travaux
Dates de mise en service successives des différents tronçons de la Transjurane :
- Par étapes depuis 1965 : De La Heutte à Bienne-Champs-de-Boujean ( 19 à  Échangeur entre A16 et A5 : 7,7 km)
- 10 novembre 1995 : De Sonceboz Sud à La Heutte ( 18 à  19 : 3 km)
- 18 novembre 1997 : De Tavannes à Sonceboz Sud ( 17 à  18 : 4 km)
- 13 novembre 1998 : De Porrentruy à Delémont ( 05 à  10 : 23 km)
- 26 mars 1999 : De Tavannes à La Heutte ( 17 à  19 : 9 km)
- 30 septembre 2005 : Contournement de Porrentruy ( 04 à  05 : 3 km)
- 30 septembre 2005 : Contournement de Delémont ( 10 à  11 : 2 km)
- 30 novembre 2007 : De Choindez à Moutier nord ( 12 à  13 : 4,3 km)
- 17 décembre 2007 : Plate-forme douanière de Boncourt/Delle et  01
- 11 novembre 2011 : De Boncourt à Bure (entre les  01 et  02 : 4,6 km)[16].
- 25 novembre 2011 : Contournement de Moutier (entre les  13 et  14 : 2,1 km)
- 29 novembre 2012 : De Loveresse à Tavannes (entre les  16 et  17 : 3,7 km)
- 5 novembre 2013 : De Moutier sud à Court (entre les  14 et  15 : 3,1 km)
- 21 août 2014 : De Bure à Porrentruy ouest (entre les  02 et  04 : 8,3 km)[17].
- 5 décembre 2016 : De Delémont à Choindez (entre les  11 et  12 : 4,9 km)
- 3 avril 2017 : De Court à Loveresse (entre les  15 et  16 : 9,1 km)[1],[18]

## Incendie
Le 4 octobre 2018, un car immatriculé en France s'embrase dans le tube nord du tunnel de Montaigre, long de 820 m (313 m de tunnel et 507 m de tranchée couverte), et situé entre les sorties de Porrentruy-Ouest (4) et Chevenez (3). Le chauffeur s'est arrêté dans le tunnel après avoir vu un dégagement de fumée. Lui et les 53 passagers ont pu quitter le tunnel par les issues de secours. La forte chaleur a sévèrement endommagé le béton de la voûte du tunnel. Des travaux importants étant nécessaires, le tunnel est fermé plusieurs semaines.